# Epimetasia abbasalis
Epimetasia abbasalis là một loài bướm đêm trong họ Crambidae.